# Cian O'Connor
Cian O'Connor (Dublin, 12 de novembro de 1979) é um cavaleiro irlandês de saltos de obstáculos.
Tendo começado a montar muito jovem, no ano de 1997, O'Connor já era considerado um dos melhores do seu escalão. Nesse ano, faria a sua estreia enquanto defensor das cores irlandesas num Campeonato da Europa de Juniores, alcançando o quinto lugar com o cavalo "Goliath Prinz".
O'Connor manteve-se desde então entre os melhores cavaleiros europeus e mesmo mundiais. De entre os inúmeros triunfos do irlandês destacam-se as muitas vitórias em provas de "Puissance": CSIO Dublin (2002, com "Casper"); CSIO 5* Roma (2004, com "Dacapo"); CSIO 5* Dublin (2004, com "Ortwin de Laubry"); CSIO 5* Dublin (2006, com "Casper"); CSI 3* Birmingham (2006, com "Casper"); CSI-W Oslo (2006, com "Casper") e CSI 4* Oslo (2007, com "Casper").
O cavaleiro representou também muitas vezes a Irlanda em prova das nações, tendo vencido várias vezes. Ainda em representação da Irlanda participou num Campeonato do Mundo, em 6 Campeonatos da Europa, num Campeonato do Mundo de Cavalos Novos e nuns Jogos Olímpicos.
Em 2004, nos Jogos Olímpicos de Atenas, o cavaleiro conseguiu a medalha de ouro, montando Waterford Crystal. Contudo em outubro do mesmo ano a Federação Equestre Internacional revelou que haviam sido descobertas substâncias ilegais no cavalo. O cavaleiro negou e pediu que os testes fossem refeitos. Mas o teste B deu também positivo. O cavaleiro viria por isso a perder a medalha de ouro, sendo desqualificado de toda a competição e banido de montar durante três meses. O brasileiro Rodrigo Pessoa passou assim a ser campeão olímpico. A Irlanda foi também desqualificada da prova por equipas, sendo o seu sétimo lugar ocupado pela Itália. Retornou aos Jogos Olímpicos em Londres 2012, onde obteve uma medalha de bronze com o cavalo "Blue Loyd 12" ao perder no jump-off para o neerlandês Gerco Schröder.
Atualmente continua a montar a nível mundial, estando frequentemente no Top 100 mensal da FEI. Entre os cavalos que hoje monta destacam-se: "Casper", "Rancorrado", "Splendour", "Baloufina" e "Echo Beach".